# Byzantinische Kirche in Kroatien und Serbien
Die Byzantinische Kirche in Kroatien und Serbien ist eine katholische Ostkirche des byzantinischen Ritus. Sie ist mit der römisch-katholischen Kirche uniert und erkennt den Papst als ihr geistliches Oberhaupt an. Im Annuario Pontificio lautet der Name der Kirche eigenen Rechts seit 2012 Chiesa bizantina di Croazia e Serbia, vorher lautete er Chiesa dei Bizantini dell' Eparchia di Krizevci.

## Gliederung
Die Byzantinische Kirche in Kroatien und Serbien besteht aus zwei Eparchien:
- die Eparchie Križevci in Kroatien, Slowenien und Bosnien und Herzegowina. Seit 8. September 2020 ist Milan Stipić Bischof von Križevci.

Wappen des Bischofs von Križevci Milan Stipić

- die Eparchie Sankt Nikolaus Ruski Krstur in Serbien. Djura Džudžar ist Eparch von Sankt Nikolaus Ruski Krstur.

Wappen des Eparchen Djura Džudžar

Obwohl die zwei Eparchien kanonisch miteinander verbunden sind, hat die Kirche weder eine einheitliche Struktur noch eine eigene kirchliche Provinz, da das Bistum Križevci dem römisch-katholischen Erzbistum Zagreb unterstellt ist und die Eparchie Sankt Nikolaus Ruski Krstur direkt dem Heiligen Stuhl unterstellt (immediat) ist.

## Geschichte
Bis 2001 war die griechisch-katholische Eparchie von Križevci für alle Ostkatholiken des byzantinischen Ritus im gesamten Gebiet des ehemaligen Jugoslawien einschließlich aller seiner Nachfolgestaaten zuständig: Kroatien, Slowenien, Bosnien und Herzegowina, Serbien, Montenegro und Nordmazedonien. Während dieser Zeit versammelten sich die Gläubigen hauptsächlich unter den Kroaten in Mittel- und Ostkroatien, unter den pannonischen Ruthenen oder Ukrainern in Ostkroatien, Nordbosnien und Nordserbien und unter Mazedoniern in Nordmazedonien.
Nach der Bildung unabhängiger Nachfolgestaaten aus dem ehemaligen Jugoslawien wurde der Prozess der administrativen Reorganisation eingeleitet. Im Jahr 2001 wurde ein separates griechisch-katholisches Exarchat von Mazedonien für griechische Katholiken in Nordmazedonien gegründet. Es wurde vollständig von der Eparchie von Križevci getrennt und als direkt dem Heiligen Stuhl unterstellt proklamiert. Im Jahre 2018 wurde es zur Eparchie Mariä Verkündigung Strumica-Skopje erhoben.
Im Jahr 2003 wurde ein neues apostolisches Exarchat für griechische Katholiken in Serbien und Montenegro, das Apostolische Exarchat von Serbien und Montenegro, geschaffen, dessen erster Exarch wurde Đura Džudžar mit Sitz in Ruski Krstur. Dieses Exarchat blieb in Verbindung mit der Eparchie von Križevci.
Nach diesen Änderungen war die Zuständigkeit der Eparchie von Križevci auf Kroatien, Slowenien und Bosnien-Herzegowina beschränkt.
Im Jahr 2013 wurden alle Katholiken des byzantinischen Ritus in Montenegro den örtlichen lateinischen Bischöfen anvertraut, sodass die Zuständigkeit des Apostolischen Exarchats Serbien und Montenegro nur auf Serbien beschränkt wurde. Das Apostolische Exarchat Serbiens wurde im Dezember 2018 zur griechisch-katholischen Eparchie Sankt Nikolaus Ruski Krstur erhoben.

## Galerie

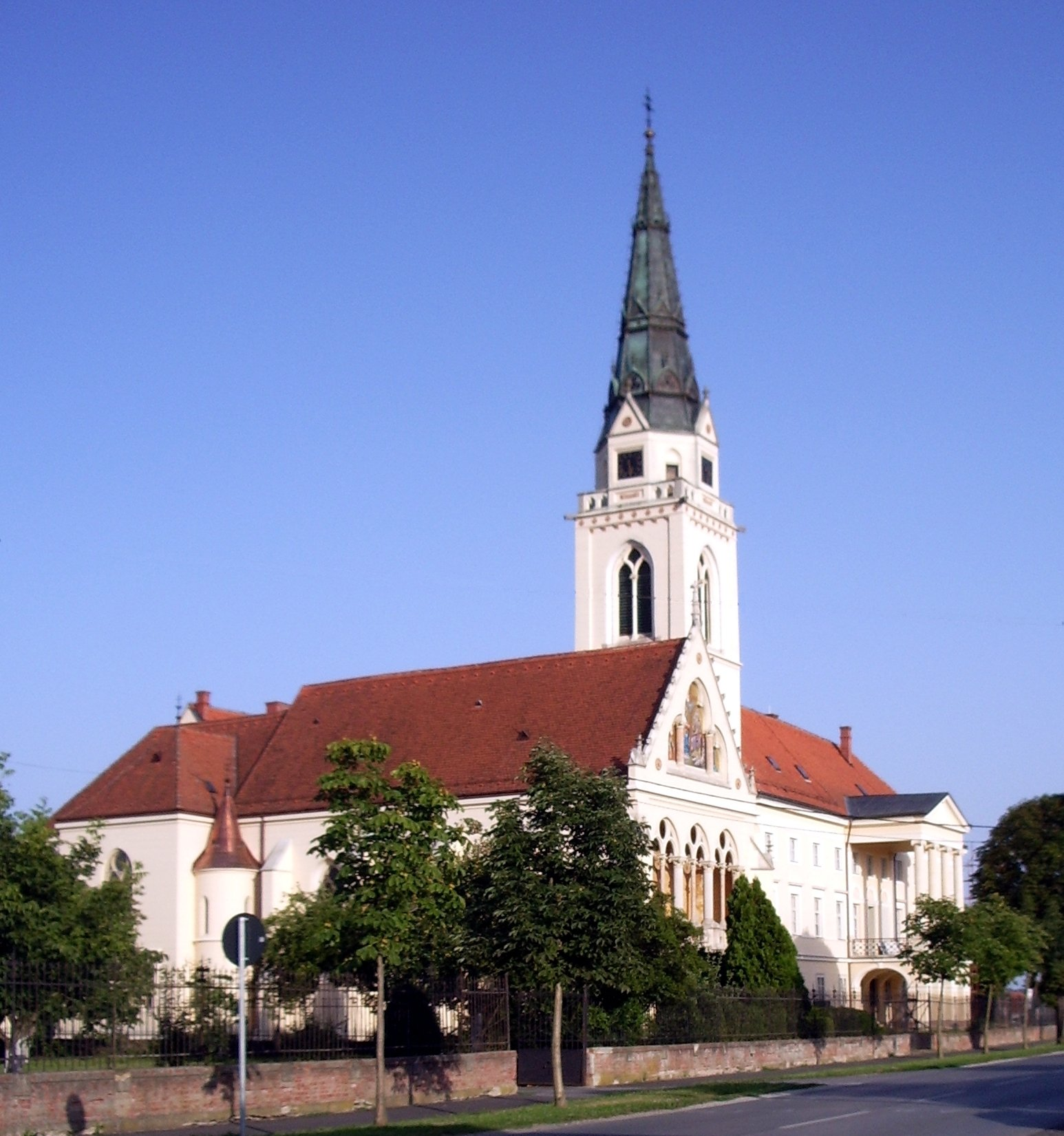
Griechisch-Katholische Kathedrale der Heiligsten Dreieinigkeit in Križevci, Kroatien
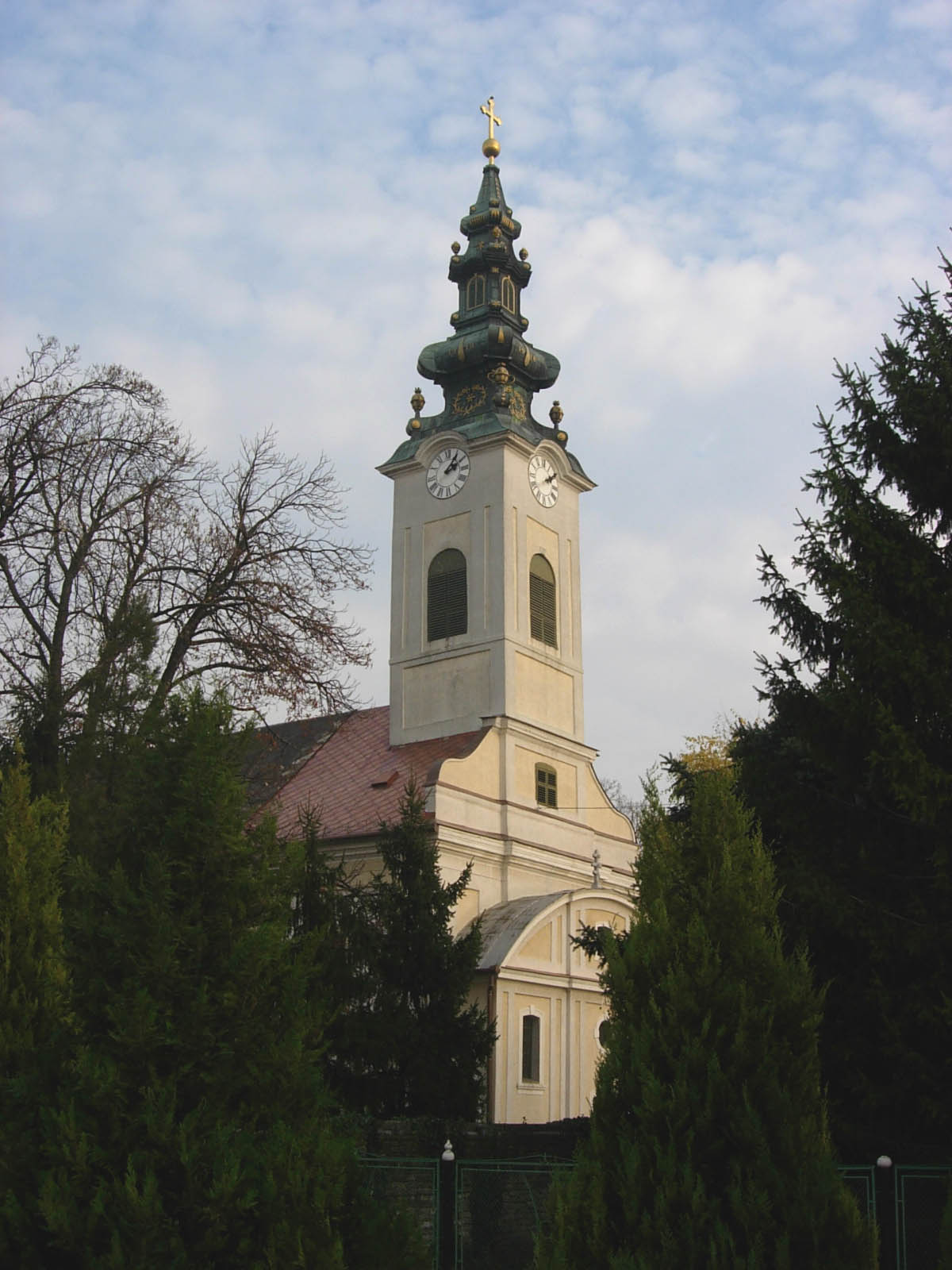
Katedrala sv. Nikole in Ruski Krstur, Serbien
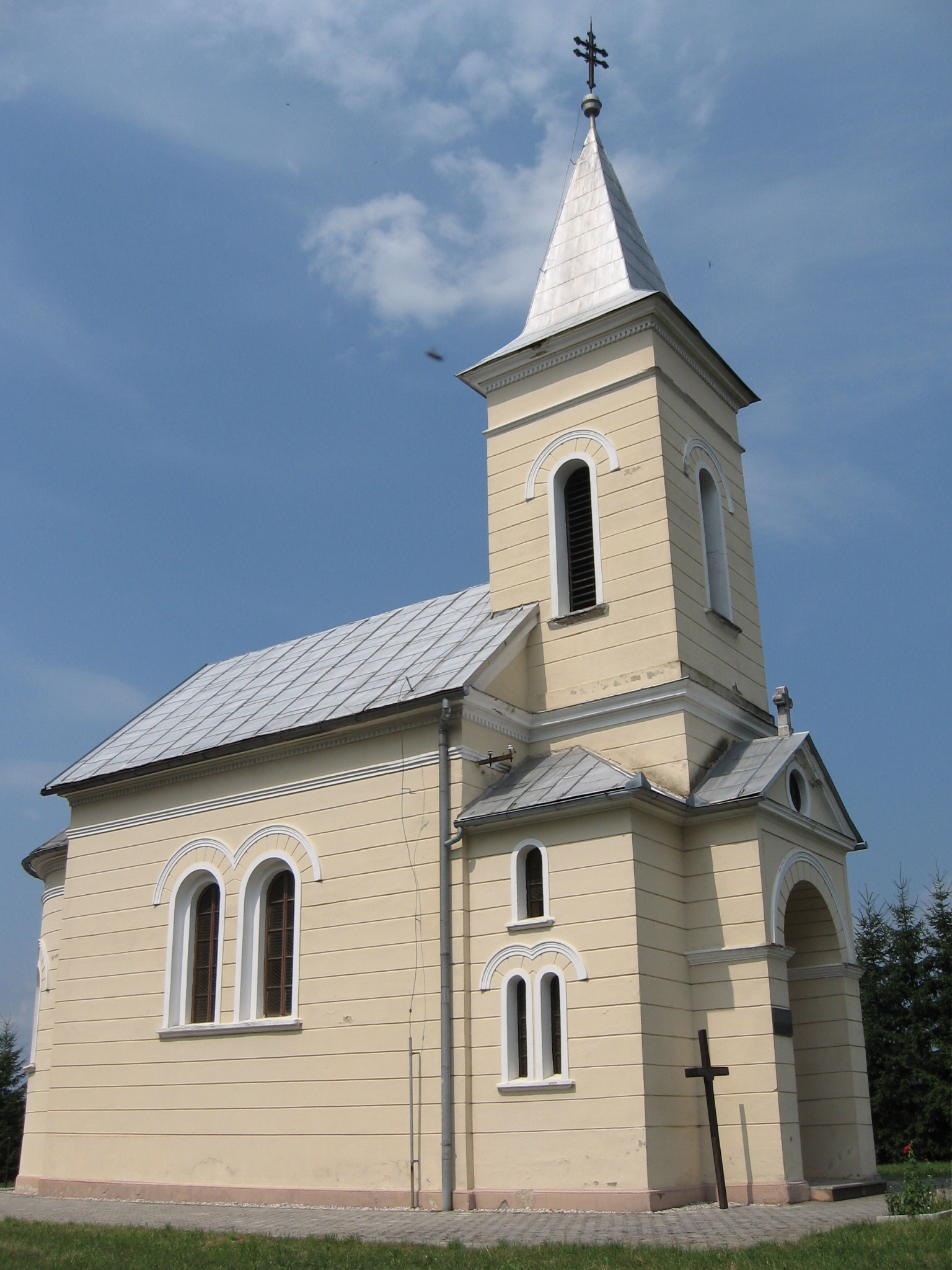
Cerkev sv Cirila in Metoda in Metlika, Slowenien
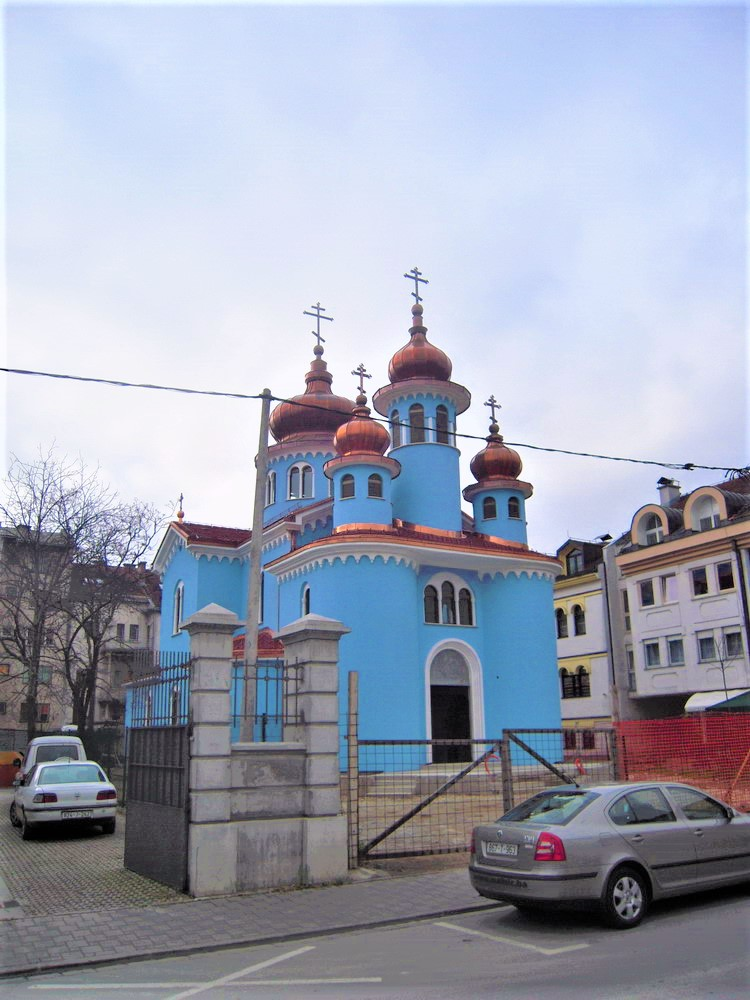
Crkva Hrista Carja in Banja Luka, Bosnien und Herzegowina